# Stefan Majewski
Stefan Majewski (* 31. Januar 1956 in Bydgoszcz) ist ein polnischer Fußballtrainer und ehemaliger Fußballspieler.

## Karriere
Majewski begann seine Karriere in Bydgoszcz und schloss sich 1979 Legia Warschau an. Mit Legia wurde er zweimal Pokalsieger. 1984 wechselte der Abwehrspieler in die Bundesliga zum 1. FC Kaiserslautern, für den er bis 1987 66 Pflichtspiele absolvierte. Er war der erste polnische Nationalspieler in der Bundesliga. Anschließend spielte er für den Zweitligisten Arminia Bielefeld, den er nach dem Abstieg 1988 wieder verließ. Nach einem Jahr auf Zypern bei Apollon Limassol ließ Majewski seine Karriere beim Freiburger FC in der Oberliga Baden-Württemberg und Verbandsliga Südbaden ausklingen.
Majewski bestritt zwischen 1978 und 1986 40 Länderspiele für die polnische Nationalmannschaft, in denen er vier Tore erzielte. Bei der Weltmeisterschaft 1982 in Spanien markierte er beim 3:2-Sieg im Spiel um den dritten Platz gegen Frankreich den 2:1-Führungstreffer. Auch bei der Weltmeisterschaft 1986 stand er im polnischen Aufgebot und wirkte in allen vier Turnierspielen mit.
Seine Trainerkarriere begann Majewski, als er noch beim Freiburger FC aktiv war und die Junioren des Vereins betreute. Währenddessen erwarb er an der Deutschen Sporthochschule in Köln die Trainerlizenz. Nach zwei Engagements bei Polonia Warschau trainierte er von 1997 bis 1999 die Amateure des 1. FC Kaiserslautern. Er holte den damaligen Amateurspieler Miroslav Klose vom FC 08 Homburg nach Kaiserslautern. Anschließend wechselte er zurück nach Polen zu Amica Wronki, das unter seiner Leitung zweimal den polnischen Pokal gewann. Nach Stationen bei Zagłębie Lubin und Świt Nowy Dwór Mazowiecki war er von 2002 bis 2003 Co-Trainer der polnischen Nationalmannschaft unter Zbigniew Boniek. Danach trainierte er erneut Amica Wronki sowie Widzew Łódź und Cracovia. 2009 übernahm er die U-23 Polens.
Im September 2009 wurde Majewski vom Verbandspräsidenten Grzegorz Lato zum Interimstrainer der polnischen Nationalmannschaft berufen. Er wurde Nachfolger des in der WM-Qualifikation gescheiterten Leo Beenhakker. Knapp einen Monat später wurde er durch Franciszek Smuda ersetzt. Von 2011 bis 2012 trainierte er die polnische U-21-Nationalmannschaft.

## Erfolge

### Als Spieler
- Polnischer Pokal: 1980, 1981
- WM-Dritter: 1982

### Als Trainer
- Polnischer Pokal: 1999, 2000
- Polnischer Superpokal: 1999